# Dianthus deserti
Dianthus deserti är en nejlikväxtart som beskrevs av Ky. Dianthus deserti ingår i släktet nejlikor, och familjen nejlikväxter. Inga underarter finns listade i Catalogue of Life.